# 2003 FL127
2003 FL127 est un objet transneptunien (OTN) ayant une magnitude absolue de 6,30 en résonance orbitale 2:3 avec Neptune, il s'agit donc d'un plutino.
Il a été observé sur des images de prédécouverte de Apache Point remontant à 2001.